# Amazonepeira
Amazonepeira is een geslacht van spinnen uit de  familie van de wielwebspinnen (Araneidae).

## Soorten
- Amazonepeira beno Levi, 1994
- Amazonepeira callaria (Levi, 1991)
- Amazonepeira herrera Levi, 1989
- Amazonepeira manaus Levi, 1994
- Amazonepeira masaka Levi, 1994